# Wadi Halfa Salient
Koordinaten: 22° 5′ 27″ N, 31° 24′ 16″ O
Wadi Halfa Salient (von Wadi Halfa, arabisch وادي حلفا, DMG Wādī Ḥalfā, einer nahegelegenen sudanesischen Stadt 22 Kilometer südlich der Grenze, sowie engl. salient = Ausbuchtung) ist die inoffizielle Bezeichnung einer Ausbuchtung der internationalen Grenze zwischen Sudan und Ägypten entlang des Nils nach Norden.

## Geschichte

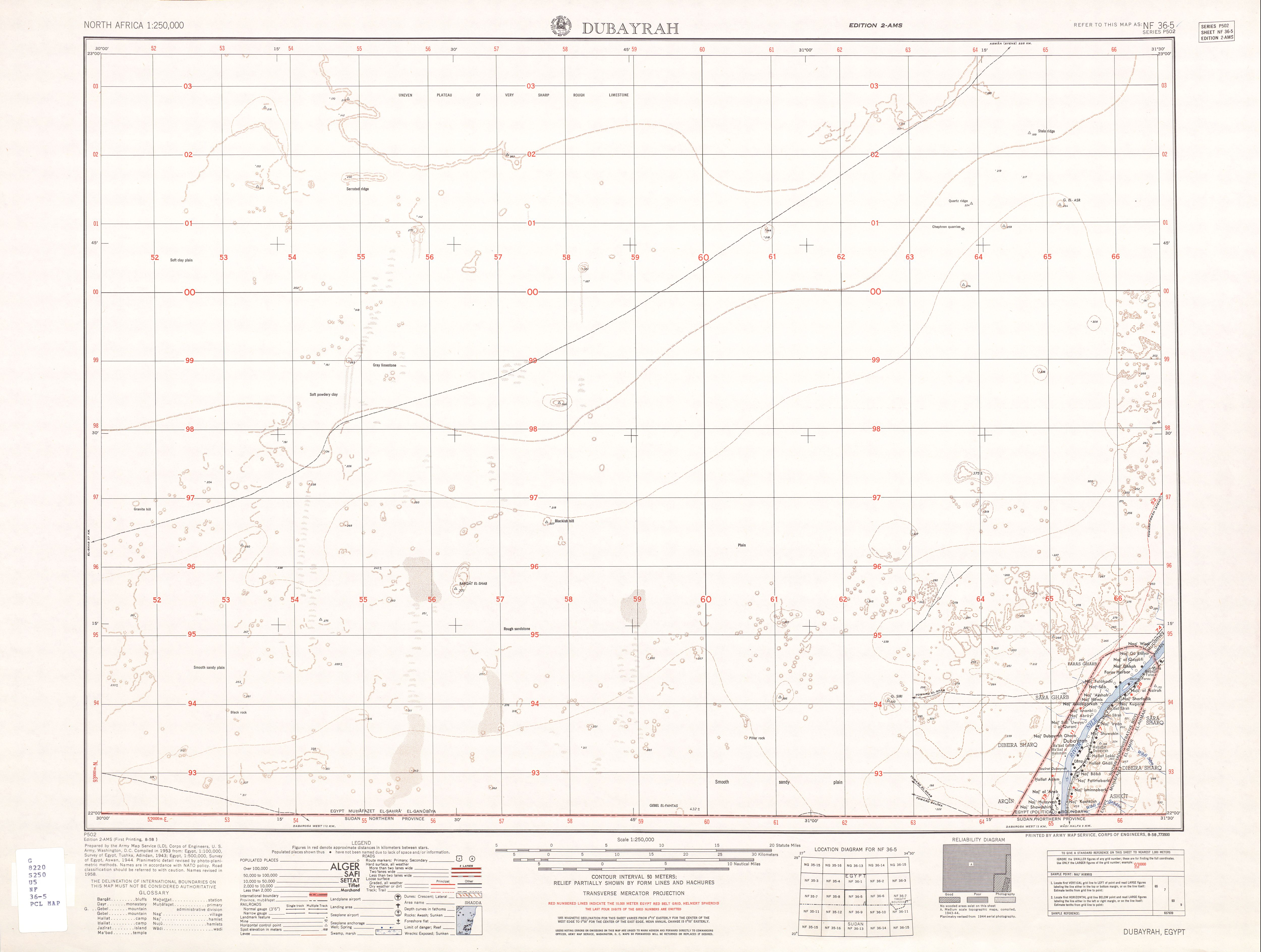
Karte aus der Zeit vor der Flutung (1953)
Wadi Halfa Salient rechts unten

1899 wurde die Grenze zwischen dem Anglo-Ägyptischen Sudan und Ägypten im Anglo-Ägyptischen Kondominium-Übereinkommen beim 22. Breitengrad festgelegt. Allerdings war der Zugang zum Wadi Halfa Salient und damit die Verwaltung der dortigen Bevölkerung vom Sudan aus leichter, so dass 1902 in einem Zusatzvertrag zum ursprünglichen Abkommen vom Vereinigten Königreich von Großbritannien und Irland eine neue, nach Norden erweiterte administrative Grenze festgelegt wurde, die den Wadi Halfa Salient in das sudanesische Verwaltungsgebiet einbezog.
Neben dem Wadi Halfa Salient weicht noch das Hala’ib-Dreieck an der Küste des Roten Meeres nach Norden zugunsten des Sudans von der ursprünglichen Grenze ab, sowie unmittelbar westlich davon das wesentlich kleinere Gebiet um Bir Tawil, das nach Süden von der ursprünglichen Grenze abweicht.

## Politische  Situation
Ägypten besteht auf der für sich günstigeren ursprünglichen Grenzziehung von 1899 entlang des Breitenkreises 22 Grad Nord und beansprucht daher neben dem Wadi Halfa Salient auch das Hala'ib-Dreieck, während es auf Bir Tawil südlich der ursprünglichen Grenze keinen Anspruch erhebt. Da der Sudan umgekehrt die Verwaltungsgrenze von 1902 reklamiert, erhebt er Anspruch auf die gleichen Gebiete wie Ägypten. Die drei vom Breitengrad 22 Grad Nord abweichenden Gebiete sind jedoch unterschiedlich von den Ansprüchen betroffen. Während das vergleichsweise große und mit Meeresküste ausgestattete Hala'ib-Dreieck militärisch von Ägypten besetzt wurde und Bir Tawil von keinem der beiden Länder beansprucht wird, fanden im Wadi Halfa Salient wegen der weitgehenden Überflutung keine Auseinandersetzungen statt.

## Geographie
Der Wadi Halfa Salient mit einer Gesamtfläche von 210 Quadratkilometern ist etwa neun Kilometer breit und erstreckt sich auf beiden Seiten des ursprünglichen Laufs des Nils 25 Kilometer weit fingerartig nach Norden in ägyptisches Gebiet. Durch den Bau des Assuan-Staudamms und der Flutung des Nasser-Sees (der auf sudanesischer Seite Nubia-See heißt) wurde ein Großteil des Nilufers in diesem Bereich überflutet. Die meisten Dörfer in dem Gebiet sowie die antike Stadt Faras (wo die Kathedrale von Faras stand) gingen unter. Die Menschen wurden teilweise nach New Halfa in der Butana-Region umgesiedelt.
Nach einer detaillierten Karte von 1953, also vor der Flutung, konnte man insgesamt 52 Dörfer in dem Gebiet zählen, davon 24 westlich des Nils (jedoch nur 17 namentlich bezeichnet), 29 östlich des Nils (zwölf namentlich bezeichnet) sowie ein unbenanntes Dorf auf der damaligen Faras-Insel im Nil. Der größte Ort und der einzige mit mehr als 2000 Einwohnern war Dubaira / دبيرة.
Seit der Aufstauung des Sees verbleibt eine Landfläche von nur rund 30 bis 40 Quadratkilometern im Wadi Halfa Salient, zum größten Teil am Ostufer des Nasser-Sees. Es handelt sich dabei um eine unwirtliche, nahezu vegetationslose Felswüste. Eine Überlagerung der Karte mit aktuellen Satellitenbildern von NASA World Wind zeigt das Ausmaß der Überflutung im Bereich des Wadi Halfa Salient. Alle auf der Karte verzeichneten Dörfer verschwanden ausnahmslos in den Fluten.